# Paracorallium nix
Paracorallium nix är en korallart som först beskrevs av Bayer 1996.  Paracorallium nix ingår i släktet Paracorallium och familjen Coralliidae. Inga underarter finns listade i Catalogue of Life.